# Напред (филм)
Напред (енгл. Onward) амерички је рачунарски-анимирани урбано-фантазијски филм из 2020. године. Режисер филма је Ден Скенлон, који је продуцирала Кори Реји према сценарију који су написали Скенлон, Џејсон Хедли и Кит Банин, са гласовима главних ликова које дају Том Холанд, Крис Прат, Џулија Луј-Драјфус и Октејвија Спенсер. Смештен у приградски свет фантазије, филм прати два брата вилењака који су кренули у потрагу да пронађу чаролију која ће вратити њиховог покојног оца.
У Србији, филм је синхронизован на српски језик премијерно приказан 5. марта 2020. године. Дистрибуцију је радио Тарамаунт филм, а синхронизацију Ливада продукција.